# Skrea
Skrea är en bebyggelse i Skrea distrikt i Falkenbergs kommun och kyrkbyn i Skrea socken i Hallands län. Orten utgjorde före 2018 en separat tätort där även Ringsegård ingick 2015 och från 2018 räknas Skrea som en del av tätorten Falkenberg.
Skrea kyrka ligger här.
Skrea hade tidigare en kommunal lågstadieskola, Skreaskolan. Skolan lades ner 2001 och eleverna flyttades till Hjortsbergsskolan och Söderskolan.

## Befolkningsutveckling

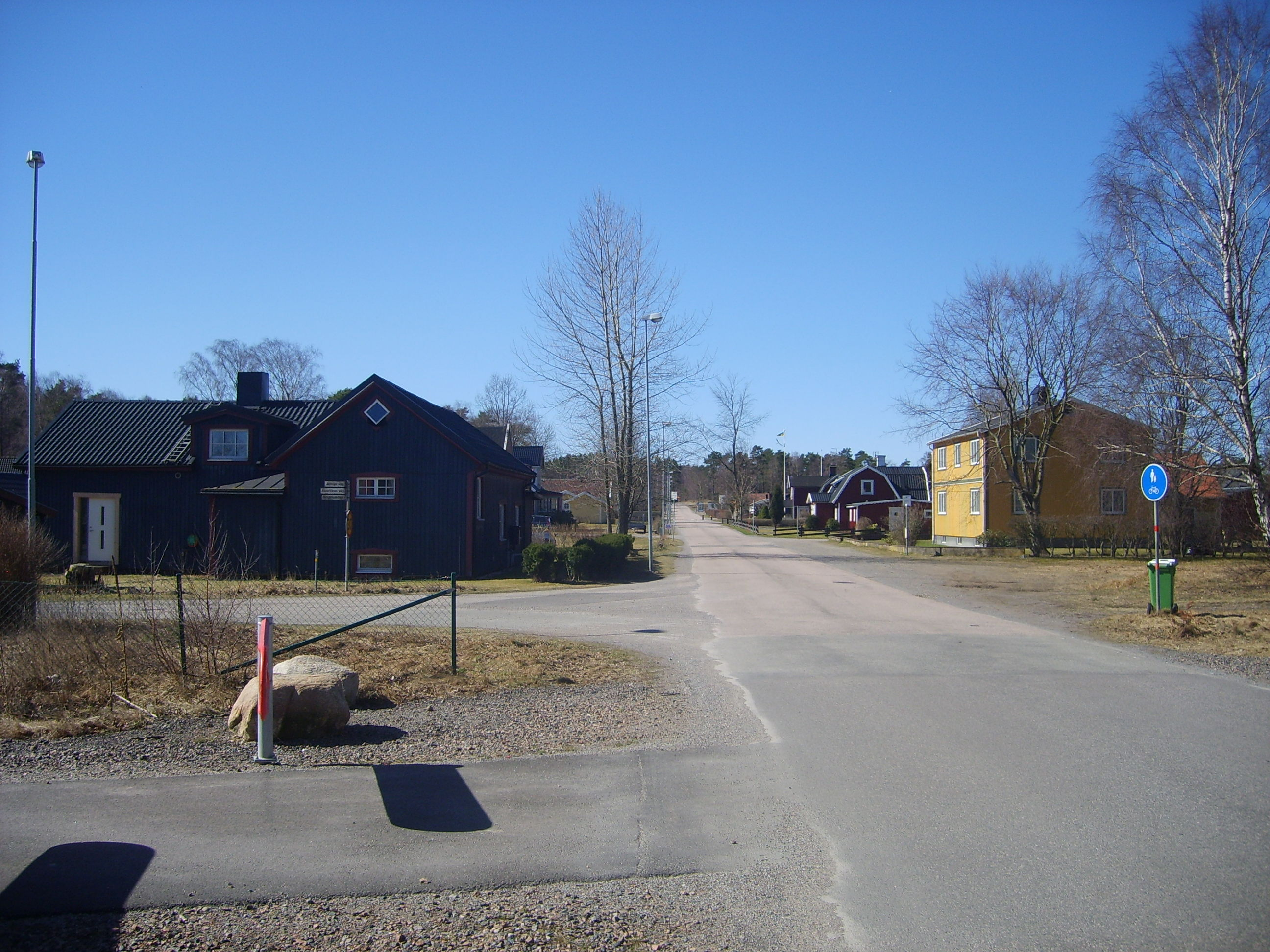
Skrea Stationsväg

| Befolkningsutvecklingen i Skrea 1960–2015                                                                    | Befolkningsutvecklingen i Skrea 1960–2015 | Befolkningsutvecklingen i Skrea 1960–2015 | Befolkningsutvecklingen i Skrea 1960–2015 | Befolkningsutvecklingen i Skrea 1960–2015 |
| --- | ----------------------------------------- | ----------------------------------------- | ----------------------------------------- | ----------------------------------------- |
| |                                           |                                           |                                           |                                           |
| År |                                           |                                           | Folkmängd                                 | Areal (ha)                                |
| 1960 | 1960                                      |                                           | 234                                       |                                           |
| 1965 | 1965                                      |                                           | 246                                       |                                           |
| 1970 | 1970                                      |                                           | 290                                       |                                           |
| 1975 | 1975                                      |                                           | 288                                       |                                           |
| 1980 | 1980                                      |                                           | 417                                       |                                           |
| 1990 | 1990                                      |                                           | 563                                       | 72                                        |
| 1995 | 1995                                      |                                           | 595                                       | 76                                        |
| 2000 | 2000                                      |                                           | 600                                       | 76                                        |
| 2005 | 2005                                      |                                           | 789                                       | 95                                        |
| 2010 | 2010                                      |                                           | 1 064                                     | 102                                       |
| 2015 | 2015                                      |                                           | 1 846                                     | 276                                       |
| Anm.: Namnändring 1970 från Skreanäs till Skrea. Sammanvuxen 2015 med Ringsegård. Uppgick 2018 i Falkenberg. |                                           |                                           |                                           |                                           |